# Appropriate Behavior
Appropriate Behavior es una película del 2014, que se estrenó el 18 de enero de 2014 en el Festival Internacional de Sundance 2014. Escrita y dirigida por Desiree Akhavan.

## Sinopsis
La película es protagonizada por Akhavan como Shirin, una mujer bisexual que vive en Brooklyn, que lucha por reconstruir su vida después de terminar con su novia.
El elenco de la película incluye a Scott Adsit, Halley Feiffer, Anh Duong, Hooman Majd, Arian Moayed y Aimee Mullins. La película se estrenó el 16 de enero de 2015 en Estados Unidos y el 6 de marzo de 2015 en Reino Unido.

## Elenco
- Desiree Akhavan como Shirin.
- Scott Adsit como Ken.
- Rebecca Henderson como Maxine.
- Halley Feiffer como Crystal.
- Anh Duong como Nasrin.
- Hooman Majd como Mehrdad.
- Arian Moayed como Ali.
- Aimee Mullins como Sasha.

## Recepción
En Rotten Tomatoes tiene un 88%. En Metacritic, tiene un 65 sobre 100, basado en 4 críticas.

## Nominaciones
| Año  | Grupo/Premio                  | Categoría                  | Recibidor       | Resultado | Ref.  |
| ---- | ----------------------------- | -------------------------- | --------------- | --------- | ----- |
| 2014 | Independent Spirit Awards     | Mejor guion de ópera prima | Desiree Akhavan | Nominada  | [ 7 ] |
| 2014 | Festival de Cine de San Diego | Premio del gran jurado     | Desiree Akhavan | Ganadora  | [ 8 ] |